# Селенографія

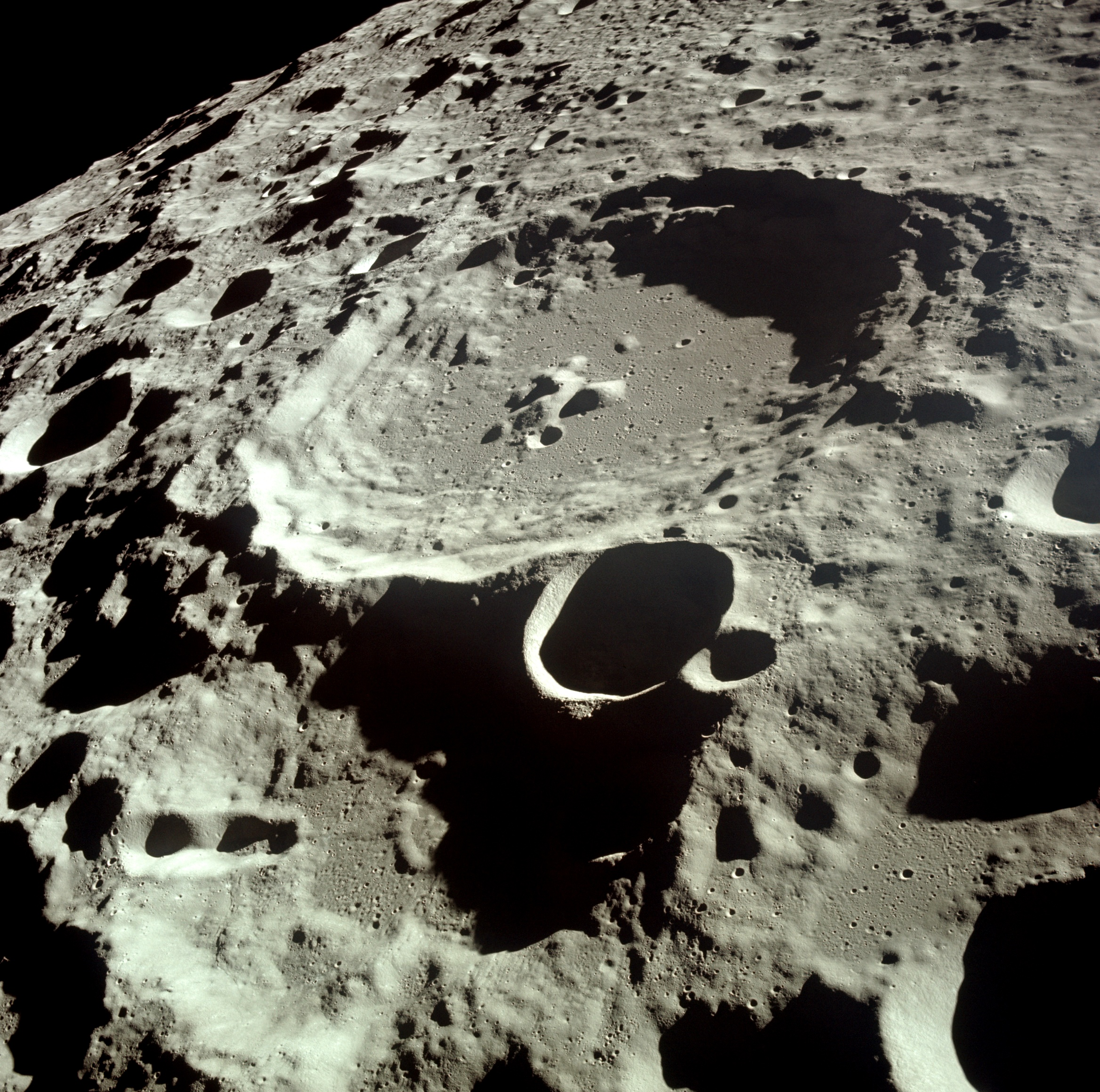
Місячний ландшафт

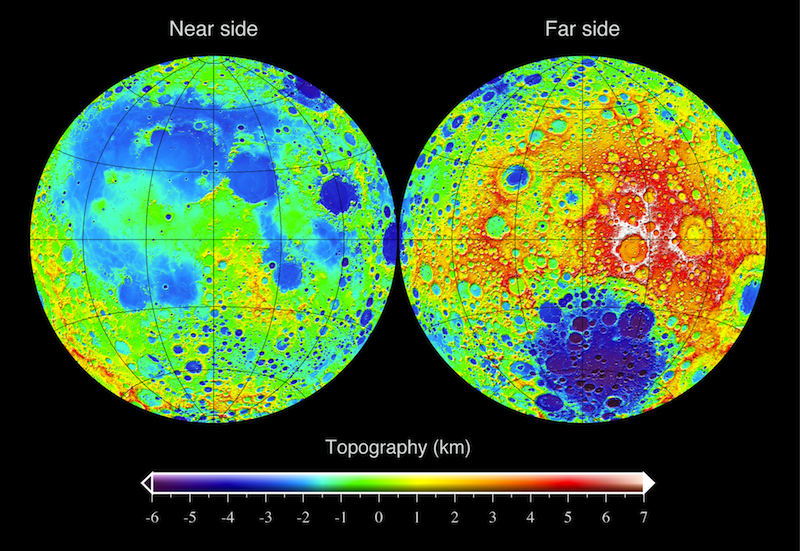
Карта висот Місяця, складена за вимірюваннями зонда LRO. Червоне — височини, синє — низовини; ліворуч — видимий бік, праворуч — зворотний.

Селеногра́фія (грец. Σελήνη — «місяць» + γραφή — «письмо»)  — розділ астрофізики, що вивчає форму Місяця і метричні характеристики його рельєфу. Основним завданням науки є нанесення на карту місячних морів, кратерів, гірських хребтів та інших геологічних утворень.

## Історія

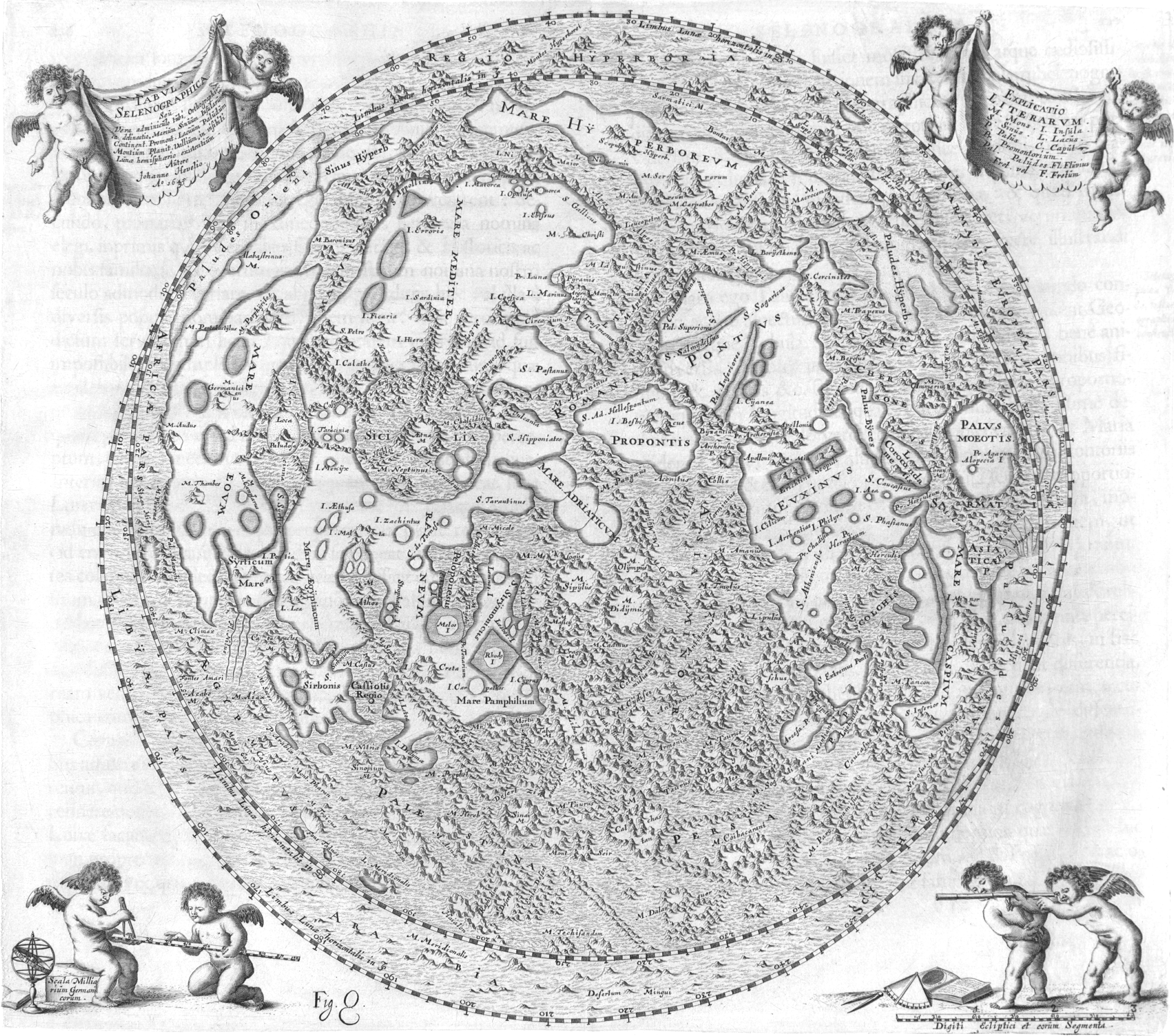
Карта, створена Яном Гевелієм (1647)

Зародження селенографії пов'язується з відкриттям Галілео Галілеєм у 1609 гір та кратерів на Місяці за допомогою власного телескопа — до нього більшість філософів вважали, що Місяць є ідеально гладкою сферою.
Першу карту Місяця, не складену на основі спостережень неозброєним оком, видав у 1619 німецький астроном Христоф Шейнер.
Спочатку карти через недосконалість оптики були малодеталізованими і неточними, але з її розвитком поступово покращувались.
В 1750 Йоганн Мейєр стандартизував вивчення місячної поверхні, розробивши систему місячних координат.
В 1834–1837 астрономи Вільгельм Бер і Йоганн Генріх фон Медлер створили першу детальну карту місяця (Mappa Selenographica), яку супроводжував розгорнутий опис місячної поверхні (Der Mond). Протягом кількох десятиліть їхні розробки вважались найкращими, і тільки у 1878  Йоганну Шмідту вдалось створити детальнішу карту. З розвитком фотографії місячна фотографія стала визнаним напрямком досліджень — Паризька обсерваторія випустила фотоатлас Місяця.
З появою космічних апаратів відбувся прорив у вивченні місячної поверхні. 1959 радянський космічний апарат Луна-3 зробив перші у світі знімки зворотнього боку Місяця. Апарати американської програми Рейнджер під номерами 7-9 з 1961 по 1965 передавали на Землю високоякісні знімки поверхні аж до зіткнення з супутником, апарати Сервеєр після м'якого приземлення на поверхню знімали панорами Місяця.
Біля полюсів Місяця є кратери вічної тіні, фотографування дна яких є утрудненим.

## Деталі поверхні Місяця

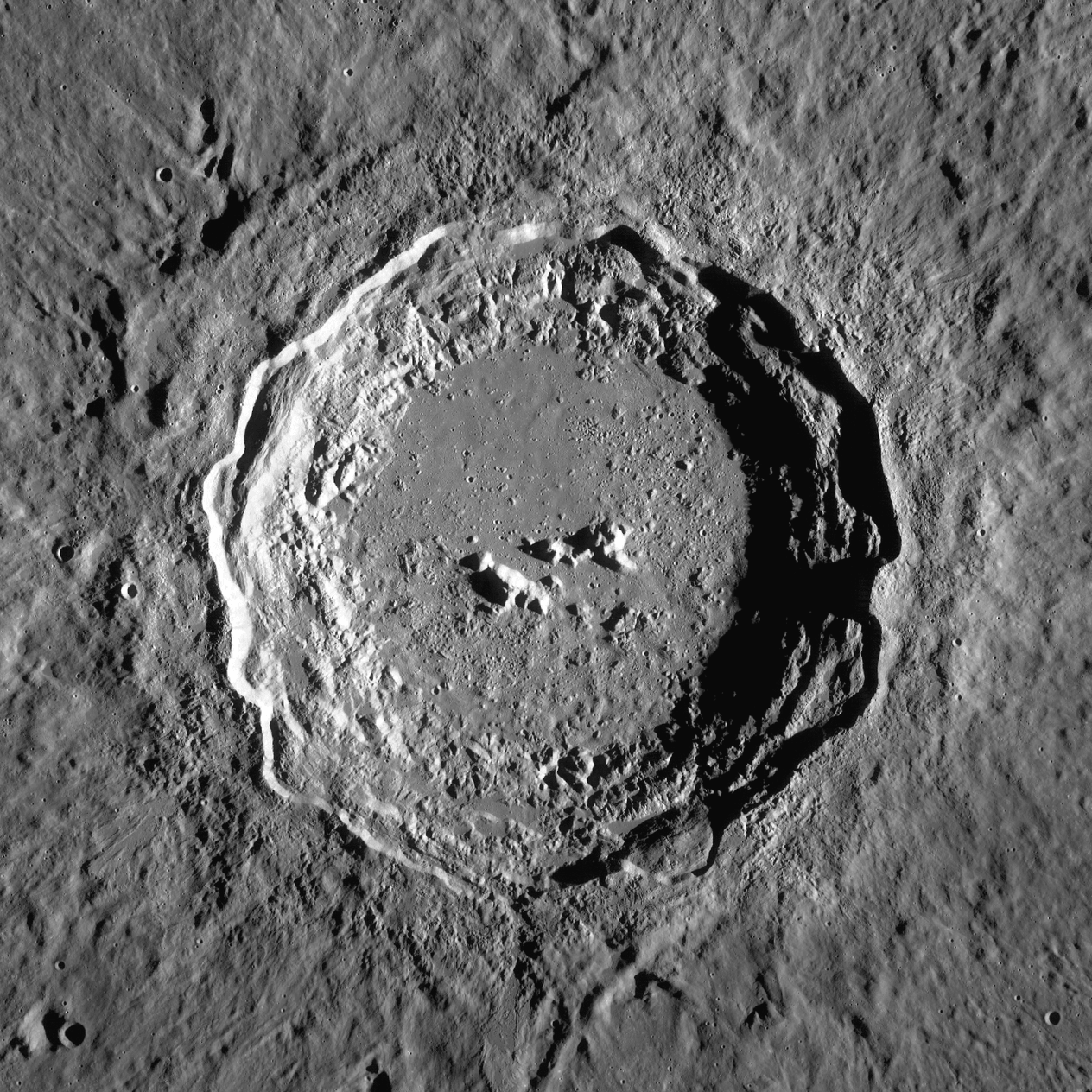
Кратер Коперник

Навіть неозброєним оком на Місяці помітні моря — ділянки (часто великі кратери), вкриті темною застиглою лавою. При збільшенні видно, що поверхня Місяця всіяна кратерами, левова частка яких має імпактне походження. Вали великих кратерів є гірськими хребтами. Трапляються на Місяці й вулкани, гряди, долини, борозни різного походження, а також об'єкти загадкового походження, зокрема «вири» та інші.

## Селенографічні координати
Селенографічні координати, аналогічно до географічних, називають широтою і довготою.
- Селенографічна широта (β) — кут між радіусом, проведеним з центру Місяця до певної точки поверхні, і площиною екватора.
- Селенографічна довгота (λ) — кут між площиною початкового меридіана і площиною меридіана даної точки. Початковий меридіан визначається за кратером Местінг А, що розташований майже в центрі місячного диску.

## Висота
Висоту та глибину ділянок поверхні Місяця відраховують від умовної сфери. В цифрових моделях місячного рельєфу, складених за альтиметричними та стереоскопічними даними зонда Lunar Reconnaissance Orbiter, використана сфера радіусом 1737,4 км. Вона ж прийнята в деяких попередніх моделях — ULCN 2005 (побудованій за результатами «Клементини» та деякими іншими даними) та в моделі, створеній на основі вимірювань апарата «Каґуя». Для вимірювань «Чан'е-1» був використаний рівень відліку 1738,0 км. Для порівняння: середній радіус Місяця дорівнює 1737,153 ± 0,010 км.